# اچ‌دی ۳۳۰۰۷۵
اچ‌دی ۳۳۰۰۷۵ یک ستاره است که در صورت فلکی گونیا قرار دارد.